# Parafia Matki Bożej Pocieszenia w Ujeznej
Parafia Matki Bożej Pocieszenia w Ujeznej – parafia rzymskokatolicka, znajdująca się w archidiecezji przemyskiej, w dekanacie Przeworsk II. 

## Historia
W 1387 roku pojawiła się pierwsza wzmianka o Ujeznej. W 1394 roku do Przeworska przybyli Bożogrobcy, którzy przejęli parafię farną. W 1450 roku Jan Tarnowski sprzedał wieś Bożogrobcom. W XVIII wieku zbudowano murowaną kapliczkę Bożogrobców, w której odprawiano msze święte. Po kasacie zakonu przez zaborców, ostatni proboszcz Kacper Mizerski CSsSH urzędował w Przeworsku do 1864 roku, a następnie parafię przejęli księża diecezjalni. 
W 1920 roku podjęto decyzję o budowie kościoła. W 1922 roku obok kapliczki zbudowano drewniany kościół, który został poświęcony 2 listopada 1923 roku. Mieszkańcy przez wiele lat starali się o utworzenie parafii. W 1935 roku przybył ks. Ignacy Leja, a 2 sierpnia 1936 roku została erygowana parafia.
24 września 1935 roku bp Wojciech Tomaka poinformował o projekcie programu kursów katolickich na Katolickim Uniwersytecie Ludowym w Ujeznej dla członków Katolickiego Stowarzyszenia Młodzieży Męskiej. 12 września 1937 roku bp Franciszek Barda poświęcił budynek utworzonego Katolickiego Uniwersytetu Ludowego.
W 1986 roku rozpoczęto budowę murowanego kościoła, według projektu architektów inż. Stanisława Ślężaka i inż. Stanisława Jobko. 22 sierpnia 1993 roku odbyło się poświęcenie i konsekracja kościoła, której dokonał abp Józef Michalik.
Na terenie parafii jest 800 wiernych.
Proboszczowie parafii:
1936–1950. ks. Ignacy Leja.
1950–1960. ks. Stefan Pelc (administrator).
1960–1968. ks. Adam Nowak (administrator).
1968–1979. ks. Stanisław Kuryło.
1979–1991. ks. Władysław Kordas.
1991–1996. ks. Józef Zdeb.
1996–2002. ks. Stefan Tomas (administrator).
2002–2014. ks. Krzysztof Rzepka.
2014–nadal ks. Kazimierz Jarema.